# Баштановка (Крым)
Башта́новка (до 1945 года Пычки́; укр. Баштанівка, крымскотат. Pıçqı, Пычкъы) — село в Верхореченском сельском поселении Бахчисарайского района Республики Крым (согласно административно-территориальному делению Украины — Верхореченский сельский совет Автономной Республики Крым).

## Современное состояние
В Баштановке 4 улицы, село, по данным сельсовета на 2009 год, занимало площадь 21,3 гектара, на которых, в 136 дворах, числилось 193 жителя. В селе на 2015 год действовал фельдшерско-акушерский пункт, действут три турбазы, село связано автобусным сообщением с Бахчисараем и Симферополем.

## Население
| 2001 | 2014 |
| ---- | ---- |
| 228  | ↘212 |

Всеукраинская перепись 2001 года показала следующее распределение по носителям языка:
| Язык             | Число жит. | Процент |
| ---------------- | ---------- | ------- |
| русский          | 171        | 75      |
| крымскотатарский | 53         | 23,25   |
| украинский       | 4          | 1,75    |

### Динамика численности
| - 1805 год — 38 чел. - 1864 год — 41 чел. - 1887 год — 137 чел. - 1892 год — 74 чел. - 1902 год — 74 чел. - 1915 год — 120/38 чел. | - 1926 год — 214 чел. - 1939 год — 314 чел. - 1989 год — 299 чел. - 2001 год — 228 чел. - 2009 год — 193 чел. - 2014 год — 212 чел. |

## География
Баштановка расположена в центральной части района, в начале Второй Гряды Крымских гор, на левом берегу реки Кача, сразу за Качинскими воротами (Качинский каньон) — гигантским ущельем, прорезанным рекой в скалах Второй гряды, в 300 м южнее автодороги 35Н-064 Бахчисарай — Шелковичное (по украинской классификации — С-0-10226). В селе в Качу впадает левый приток Кечит-Су, образующий небольшую долину, в верховье которой находится село Высокое. Расстояние до Бахчисарая 9 километров и 41 км до столицы Крыма Симферополя, с которыми Баштановка связан асфальтированным шоссе. Соседние сёла Машино в 2 километрах выше по долине Качи, и Предущельное в 2,5 километрах ниже. Нижняя и верхняя точки села находятся на разных уровнях склона, видимо потому разные источники дают разное значение высоты над уровнем моря: 184 и 245 метров.

## Название
Историческое название села — Пычки (употреблялись варианты Пычкы, Бычки, Бычкы, Фыцки). В переводе с крымскотатарского pıçqı означает «пила». Вариант с начальным б- отражает турецкое (тур. bıçkı) и южнобережное диалектное произношение этого слова. Возможно, название села происходит от расположенного в окрестностях обрыва каньона с зазубренными склонами.

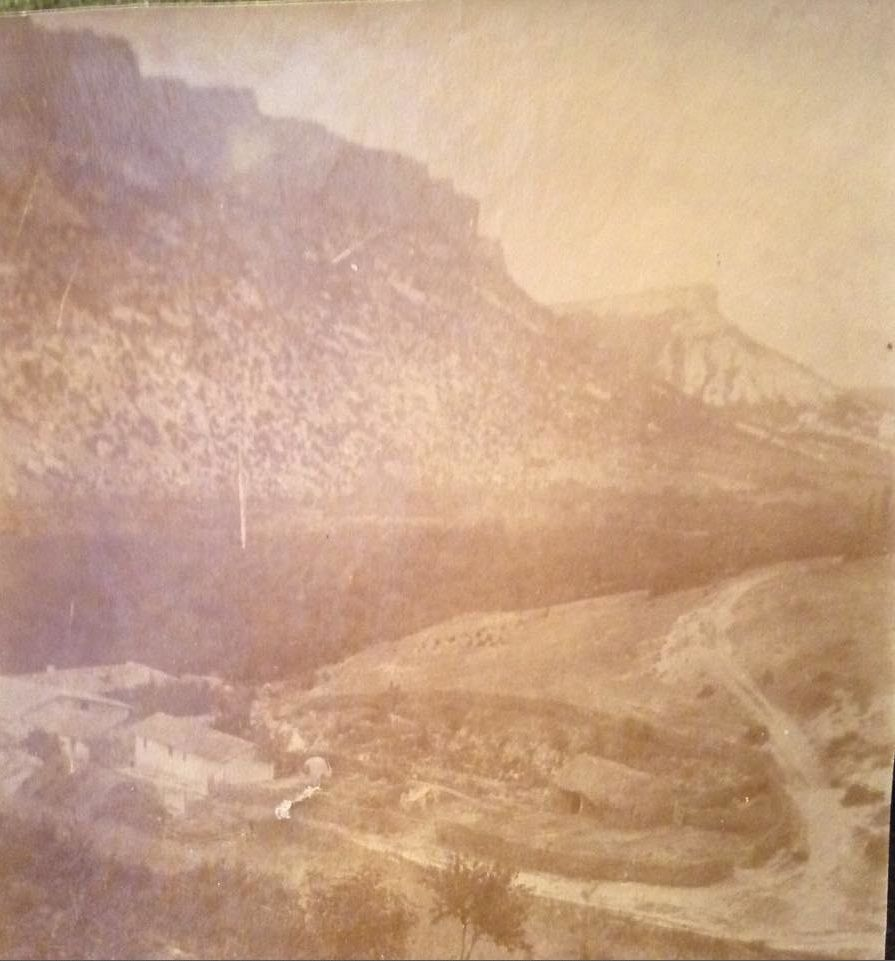
Пычки, около 1910 года

## История
По выводам историка Веймарна, скифо-сарматское поселение на месте Баштановки существовало уже в V веке (раннесредневековый могильник на восточной околице датируется VI—VIII веком).
Первое упоминание деревни — в джизйе дефтера Лива-и Кефе (османской налоговой ведомости) 1652 года, как Качи Калйан, где перечислены крымские греки — подданные султана и указано, что деревня находится на земле
Крымского ханства. Административно, в составе ханства, деревня Бычки входила в Бахчисарайский кадылык Бахчисарайского же каймаканства, что зафиксировано в Камеральном Описании Крыма 1784 года.
После присоединения Крыма к России (8) 19 апреля 1783 года, (8) 19 февраля 1784 года, именным указом Екатерины II сенату, на территории бывшего Крымского Ханства была образована Таврическая область и деревня была приписана к Симферопольскому уезду. После Павловских реформ, с 1796 по 1802 год, входила в Акмечетский уезд Новороссийской губернии. По новому административному делению, после создания 8 (20) октября 1802 года Таврической губернии, в Чоргунскую волость Симферопольского уезда.

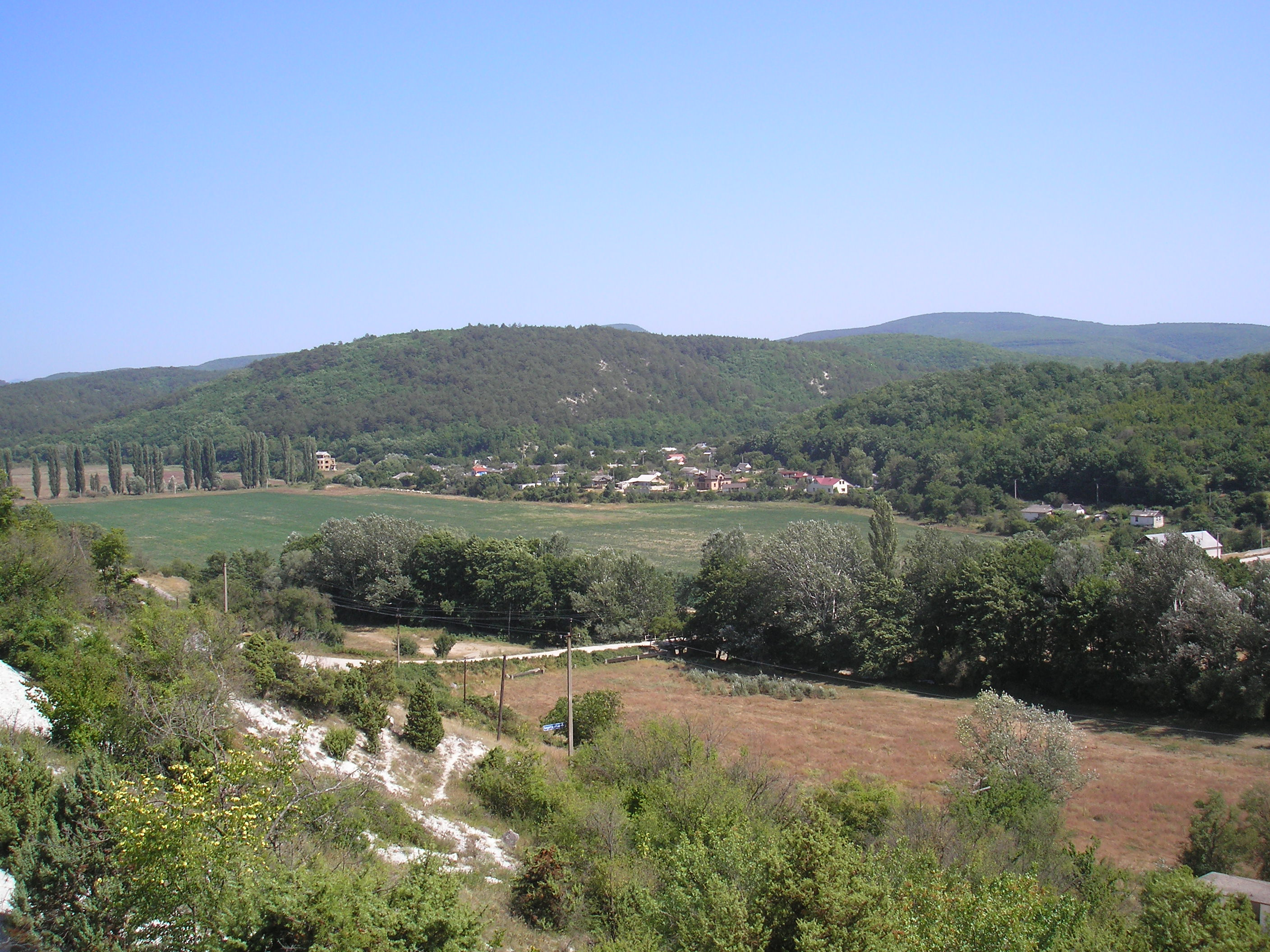
Баштановка, восточная часть

По Ведомости о всех селениях в Симферопольском уезде состоящих с показанием в которой волости сколько числом дворов и душ… от 9 октября 1805 года, в деревне Бичке насчитывалось 6 дворов, в коих проживало 21 мужчина и 17 женщин, все крымские татары, а земли принадлежали статскому советнику Мегмедчи-бею. Деревня долго оставалась малонаселённой, в 1817 году топографы учли 7 дворов. По административной реформе 1829 года Пычки, согласно «Ведомости о казённых волостях Таврической губернии 1829 года», приписали к Дуванкойской волости. По свидетельству Шарля Монтандона (в его «Путеводителе путешественника по Крыму, украшенный картами, планами, видами и виньетами…») в деревне Бицки работала фабрика некоего Баге (Baguer), в ней же жил проводник Саид-Авдим, поставлявший лошадей для путешествующих. На карте 1835 года в деревне 6 дворов, а на карте 1842 года Пычки обозначены условным знаком «малая деревня (менее 5 дворов)».
В 1860-х годах, после земской реформы Александра II, Пычки приписали к Каралезской волости. В «Списке населённых мест Таврической губернии по сведениям 1864 года», по результатам VIII ревизии, Бычки (или Пычки) — владельческая татарская деревня с 10 дворами, 41 жителем и мечетью при реке Каче. По обследованиям профессора А. Н. Козловского начала 1860-х годов, в селении имелись колодцы глубиной 1,5—4 сажени (от 3 до 8 м), в которых была вода «хорошего качества». На трёхверстовой карте Шуберта 1865—1876 года в деревне Пичкы значилось 8 дворов. На 1886 год в деревне, согласно справочнику «Волости и важнѣйшія селенія Европейской Россіи», проживало 72 человека в 12 домохозяйствах, действовала мечеть. Х-я ревизия 1887 года зафиксировала в Пычках 27 дворов со 137 жителями. На 1889 год при селении, в имении Де-Мотаса, действовал известковый завод, арендованный Христофором Алексаки. На карте 1890 года обозначен 21 двор с крымскотатарским населением.
После земской реформы 1890 года деревня осталась в составе обновлённой Каралезской волости. Согласно «…Памятной книжке Таврической губернии на 1892 год», в деревне, входившей в Тебертинское сельское общество, было 74 жителя в 16 домохозяйствах. 21 десятина 600 квадратных саженей земли находились в собственности 19 домохозяев, 6 остальных были безземельным. По «…Памятной книжке Таврической губернии на 1902 год» положение в деревне не изменилось — 74 жителя, только уже в 15 дворах с тем же наделом земли. По Статистическому справочнику Таврической губернии. Ч.II-я. Статистический очерк, выпуск шестой Симферопольский уезд, 1915 год, в деревне Пычки Каралезской волости Симферопольского уезда числилось 32 двора с татарским населением в количестве 120 человек приписных жителей и 38 — «посторонних». В общем владении было 553 десятины удобной земли и 163 десятины неудобий, все дворы с землёй. В хозяйствах имелось 24 лошади, 8 волов, 18 коров и 18 телят и жеребят и при ней в частном владении: экономия Я. Д. Галай, 4 хутора и три сада.
После установления в Крыму Советской власти, по постановлению Крымревкома от 8 января 1921 года была упразднена волостная система и село вошло в состав Симферопольского уезда (округа), а в 1922 году уезды получили название округов. 11 октября 1923 года, согласно постановлению ВЦИК, в административное деление Крымской АССР были внесены изменения, в результате которых был создан Бахчисарайский район и село включили в его состав. Согласно Списку населённых пунктов Крымской АССР по Всесоюзной переписи 17 декабря 1926 года, в селе Пычки, центре Пычкинского сельсовета Бахчисарайского района, числилось 55 дворов, из них 54 крестьянских, население составляло 214 человек (105 мужчин и 109 женщин). В национальном отношении учтено 183 татарина, 11 русских и 2 украинца, действовала русско-татарская школа. По данным всесоюзная перепись населения 1939 года в селе проживало 314 человек. В период оккупации Крыма, с 19 по 22 декабря 1943 года, в ходе операций «7-го отдела главнокомандования» главнокомандования 17 армии вермахта против партизанских формирований, была проведена операция по заготовке продуктов с массированным применением военной силы, в результате которой село Пычки было сожжено и все жители вывезены в Дулаг 241.
К середине XX века население выросло почти до четырёх сотен, а в 1944 году, после освобождения Крыма от фашистов, согласно Постановлению ГКО № 5859 от 11 мая 1944 года, 18 мая крымские татары из Пычки были депортированы в Среднюю Азию. 12 августа 1944 года было принято постановление № ГОКО-6372с «О переселении колхозников в районы Крыма» по которому в район планировалось переселить 6000 колхозников и в сентябре 1944 года в район приехали первые новосёлы (2146 семей) из Орловской и Брянской областей РСФСР, а в начале 1950-х годов последовала вторая волна переселенцев из различных областей Украины. 21 августа 1945 года, согласно указу Президиума Верховного совета РСФСР, Пычки переименовали в Баштановку, а Пычкинский сельсовет — в Баштановский. С 25 июня 1946 года Баштановка в составе Крымской области РСФСР, а 26 апреля 1954 года Крымская область была передана из состава РСФСР в состав УССР. Время упразднения сельсовета пока не установлено: на 15 июня 1960 года село числилось в составе Предущельненского, на 1968 год — в составе Верхореченского. По данным переписи 1989 года в селе проживало 299 человек. С 12 февраля 1991 года село в восстановленной Крымской АССР, 26 февраля 1992 года переименованной в Автономную Республику Крым. С 21 марта 2014 года в составе Крыма аннексирована Россией.